# Begraafplaats van Avelin
De Begraafplaats van Avelin is een gemeentelijke begraafplaats in de Franse gemeente Avelin in het Noorderdepartement. De begraafplaats ligt in het westelijk deel van het dorpscentrum, langs de weg naar Seclin.

## Britse oorlogsgraven
Op de begraafplaats bevindt zich een Brits militair perk met gesneuvelden uit de Tweede Wereldoorlog. Het perk telt 7 graven, waarvan er 5 zijn geïdentificeerd. De graven worden onderhouden door de Commonwealth War Graves Commission. In de CWGC-registers is de begraafplaats opgenomen als Avelin Communal Cemetery.